# (283786) Rutebeuf
(283786) Rutebeuf est un astéroïde de la ceinture principale.

## Description
(283786) Rutebeuf est un astéroïde de la ceinture principale. Il fut découvert en France le 21 août 2003 à Saint-Sulpice. Il présente une orbite caractérisée par un demi-grand axe de 4,01 UA, une excentricité de 0,111 et une inclinaison de 7,48° par rapport à l'écliptique.
Il fut nommé en hommage au poète français Rutebeuf (1245-1285), qui fut un des premiers à écrire sur les misères et difficultés de la vie : « que sont mes amis devenus que j'avais de si près tenus, et tant aimés ».